# ZAPP (企業)
ZAPP（ザップ）グループは、ドイツのノルトライン＝ヴェストファーレン州ラーティンゲン（Ratingen）に本社を持つ鋼材メーカーグループ。

## 製品
工業用のみならず、インプラント用途を含めた医療用などの金属材料を製造している。
炭素鋼をはじめ、ステンレス鋼（オーステナイト系、フェライト系、マルテンサイト系）、チタン・チタン合金、ニッケル・高ニッケル合金、コバルト合金、高性能工具鋼（粉末冶金）等の鋼種を取り扱っている。製品形態はワイヤー、棒材、異形材、帯鋼、チューブ材等。

## 沿革
- 1701年 - リュンダーオート（ドイツ語: Ründeroth）にある鉄鎚メーカーをヘルマン・ザップが入手、これを起源とする。
- 1871年 - デュッセルドルフに本社組織を設立。
- 1998年 - 組織改編し、現在の法人形態となる。
- 2005年 - 医療分野に特化したザップメディカルアロイ部門設立。

## 主な事業会社

### ヨーロッパ
- ザップマテリアルエンジニアリング - ラーティンゲン（ドイツ）
- ザップ精密金属 - プフォルツハイム（ドイツ）
- ザップ材料工学 - ラーティンゲン（ドイツ）
- ザップシステムズ - ラーティンゲン（ドイツ）
- ザップGB - シェフィールド（イギリス）

### 米国
- ザップ精密ストリップ - ダートマス (マサチューセッツ州)、ストラトフォード (コネチカット州)、ロサンゼルス
- ザップ精密ワイヤー - サマービル、ヒューストン
- ザップツーリングアロイ - サマービル、ガーリー (イリノイ州)（英語: Gurnee, Illinois）

### アジア
- ザップ精密金属 - 太倉、深圳（中国）
- Ferd.ワーグナー極東 - 香港（中国）